# Chiasmocleis mantiqueira
Chiasmocleis mantiqueira är en groddjursart som beskrevs av Cruz, Feio och Cassini 2007. Chiasmocleis mantiqueira ingår i släktet Chiasmocleis och familjen Microhylidae. IUCN kategoriserar arten globalt som otillräckligt studerad. Inga underarter finns listade i Catalogue of Life.